# Biscoito

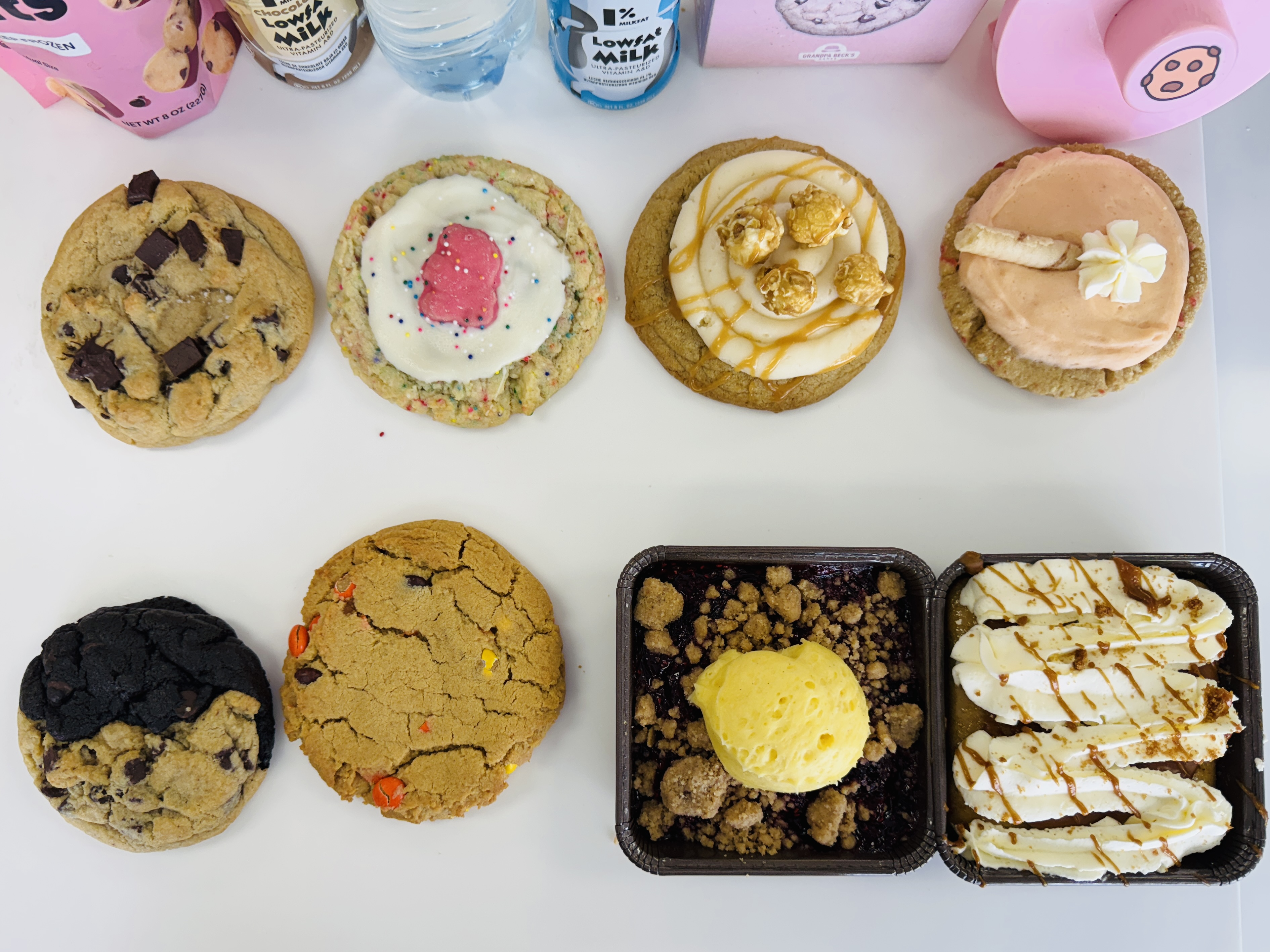
Biscoitos variados

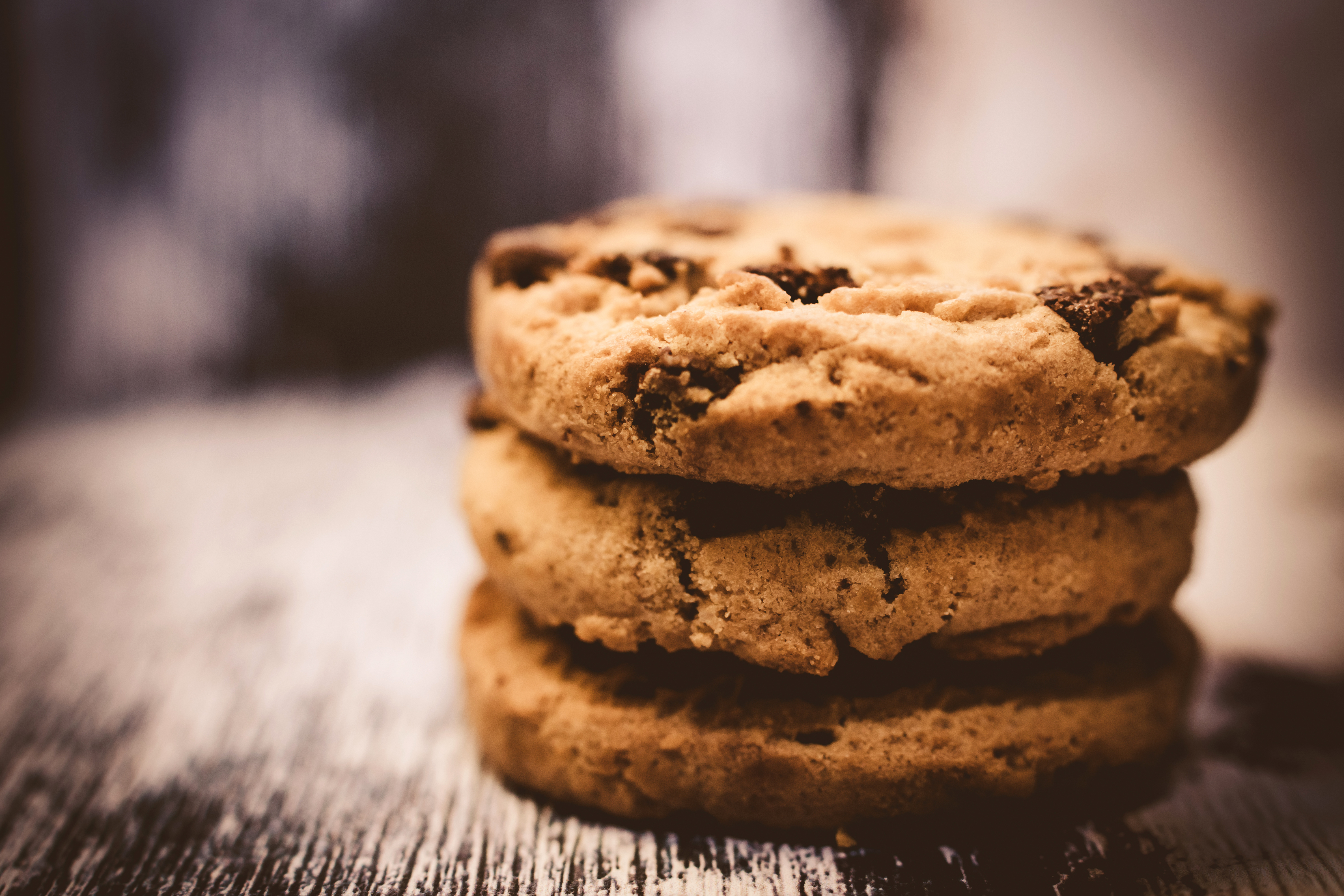
Cookies, biscoitos com gotas de chocolate.

O biscoito ou biscouto é um produto de pastelaria confeccionado à base de farinha.

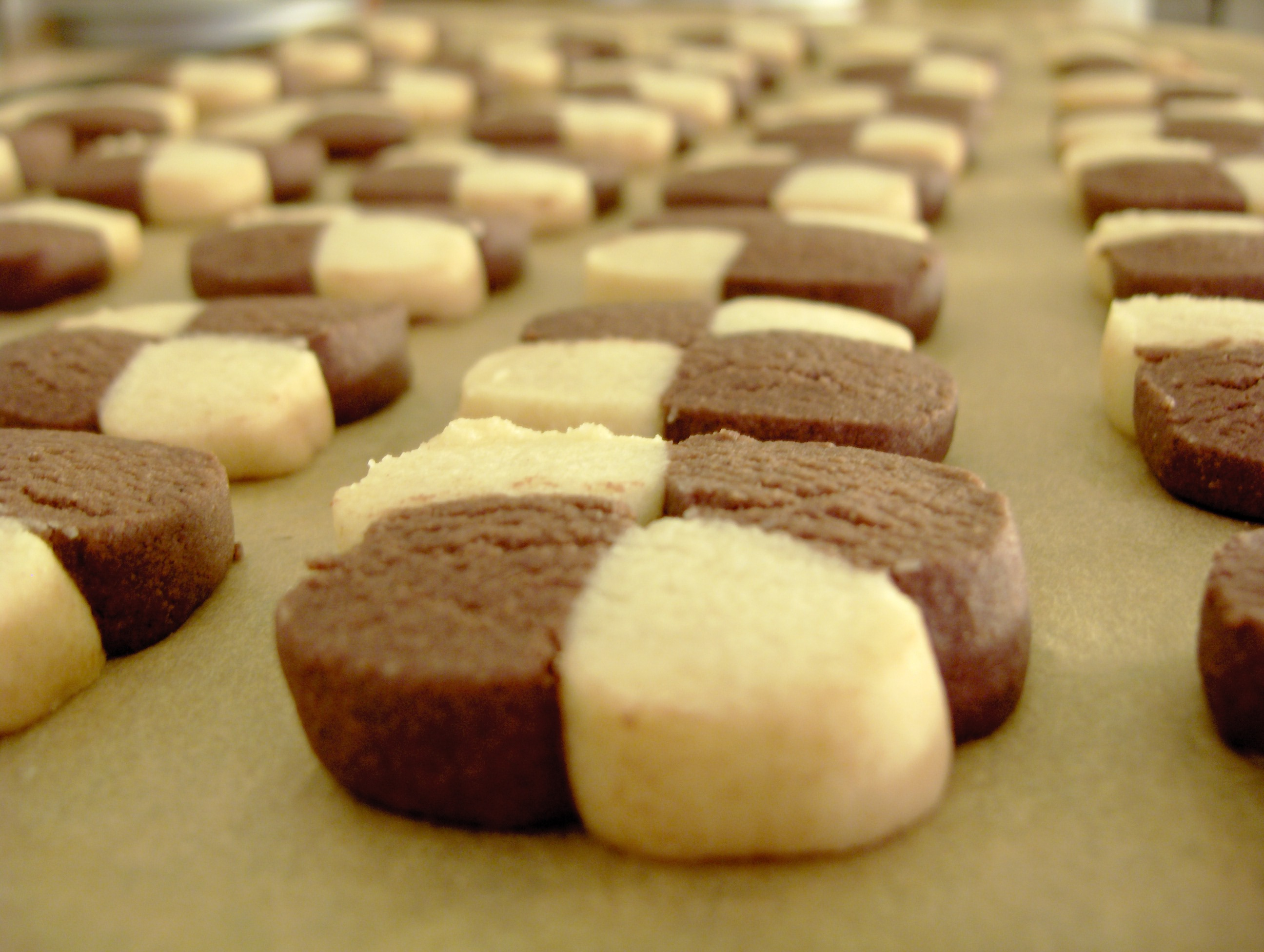
Biscoitos com chocolate

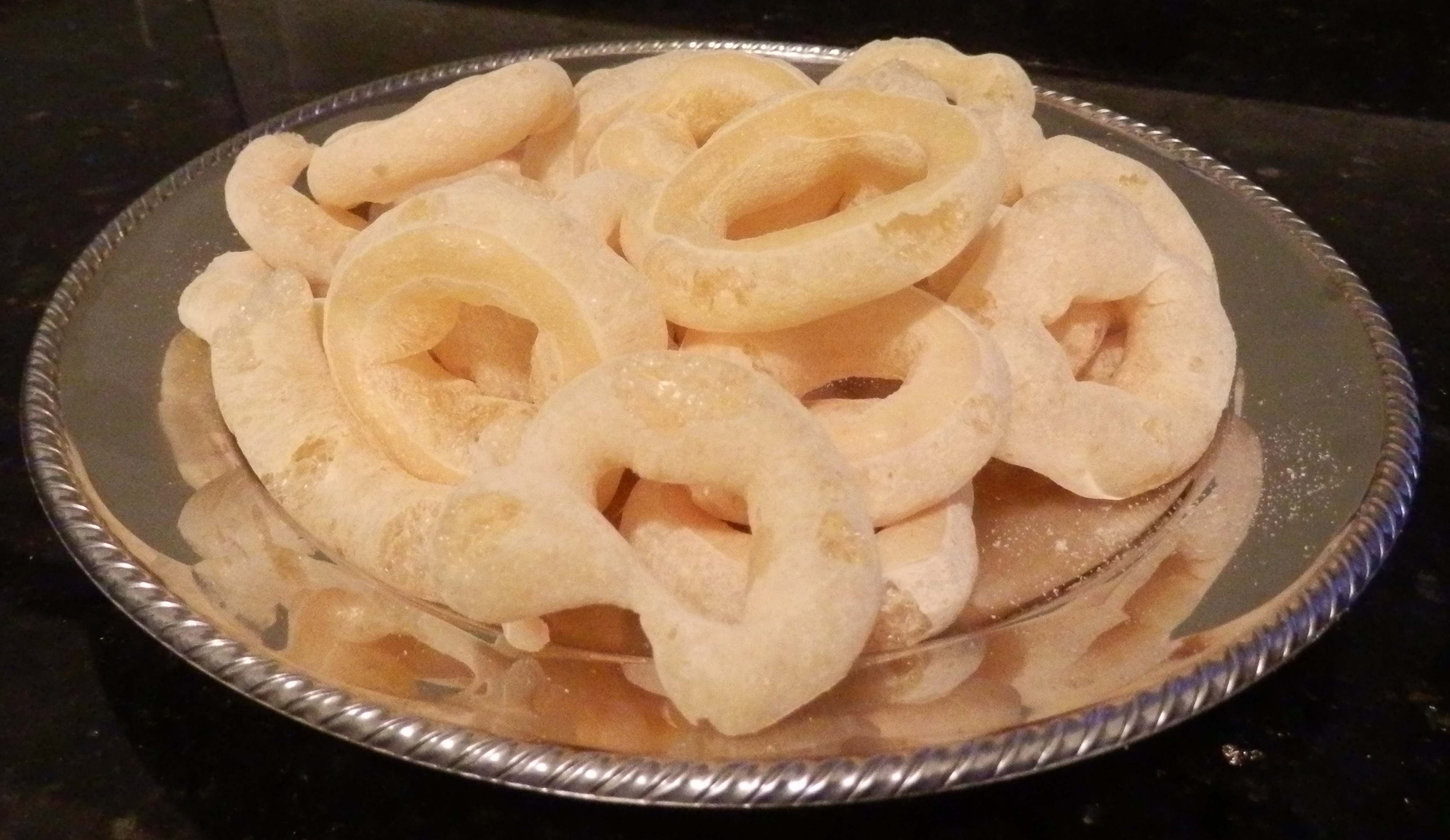
Biscoito de polvilho

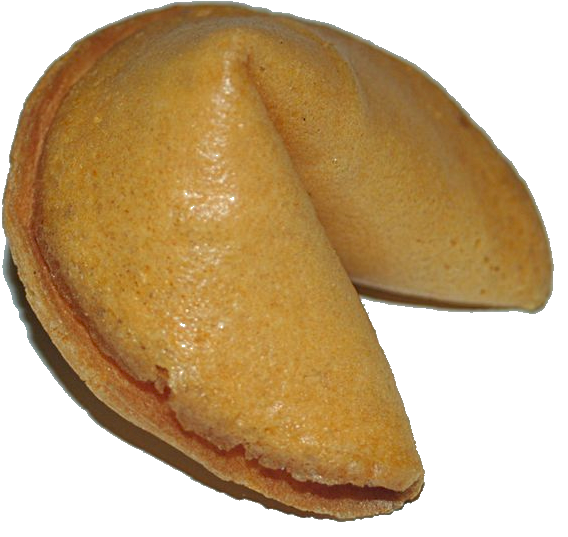
Biscoito da sorte

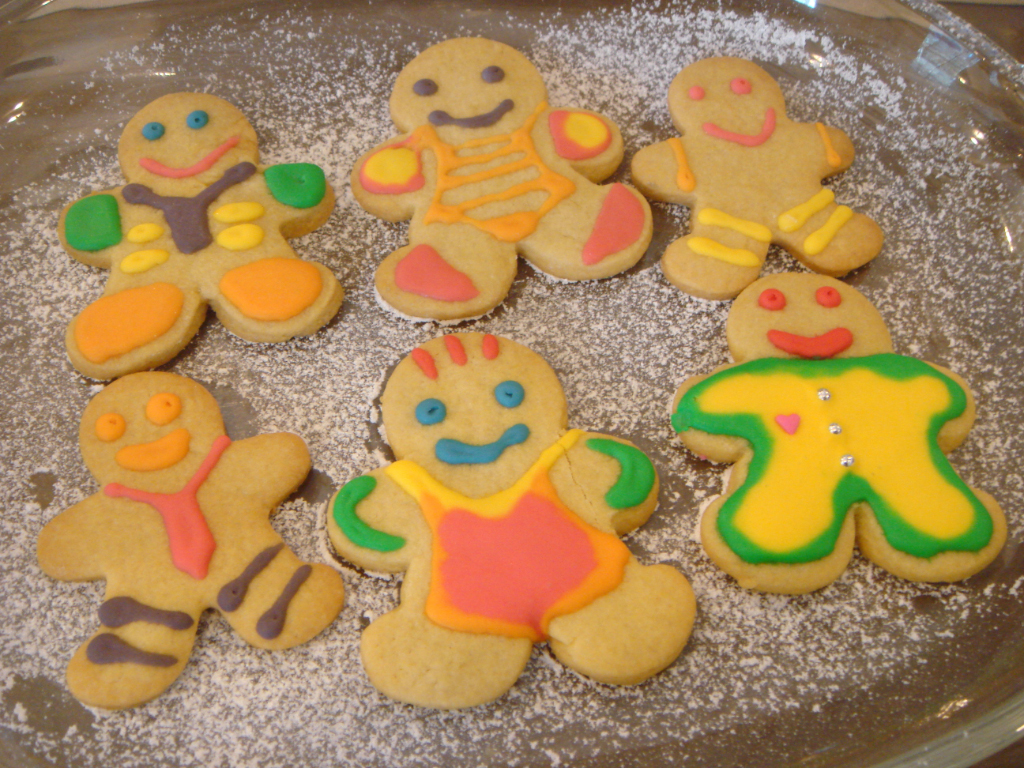
Homem biscoito

Historicamente, o biscoito era um tipo de provisão, usado nas viagens marítimas, caracterizando-se por ser cozido duas ou mais vezes, por molde a minimizar a quantidade de humidade nele contida e assim maximizar a sua longevidade.
Modernamente, o biscoito enquadra-se na categoria de doçaria, pelo que leva açúcar e um emulsionante, que pode ser leite ou uma gordura. 

## Etimologia
A palavra «biscoito» (grafia alternativa «biscouto») advém do étimo latino medieval biscoctus, que significa «duas vezes cozido».
Sendo certo que há uma maioria histórica de linguistas que defende que este vocábulo terá entrado na língua portuguesa pelo italiano, ainda no início do século XIV, sob a forma do verbo abiscoitar, há uma tese mais moderna, desposada pelo línguista José Pedro Machado, no seu Dicionário Etimológico da Língua Portuguesa, em que se propõe a hipótese de o vocábulo, em vez disso, ter entrado na língua portuguesa, por via do francês antigo do século XII «biscuit».

### Abonação
A primeira abonação literária conhecida da palavra «biscoito» em português, é de 1317, e chegou até nós, através de uma transcrição da obra Descobrimentos Portugueses:
| «... ao que for por arraiz da Galéé Oyto libras polo mes por soldada e por gouernho e pan bíscoyto e agua» |

## Nomenclatura

### Culinária
O nome provém de um tipo de doce feito com pedaços de bolo que são novamente colocados no forno, para se tornarem mais crocantes, dada a sua baixa concentração de água e humidade nunca superior a 5% (a do leite em pó, por exemplo, é 3%), e também pela malha de glúten, em termos moleculares um polímero orgânico, cuja principal característica é a capacidade de retenção de gases durante a cozedura.
Em diversas partes do Brasil os biscoitos também são chamadas de bolachas. Porém, em grande parte do Brasil e em Portugal, os biscoitos têm forma tridimensional, enquanto os de forma plana ou achatada são chamados de bolachas, muito embora os grandes fabricantes tenham adotado o termo biscoito como designação do produto.[carece de fontes?]

### Legislação
Segundo a reguladora que exerce o controle sanitário no Brasil, a Agência Nacional de Vigilância Sanitária (ANVISA), não há diferença entre biscoito e bolacha. Ambos são produtos derivados da farinha, com a possibilidade de apresentarem coberturas, recheios, formatos e texturas diversas.

## Tipos
São reconhecidos mais de 200 tipos de biscoito, de acordo com seu sabor e formato. Entre os principais, pode-se citar:
- Recheado[9]
- Cream cracker/Água e Sal[9]
- Goiabinha[9]
- Maisena/Maria[9]
- Wafer[9]
- Rosquinhas[9]
- Cookie[9]
- Champagne[9]
- Polvilho[9]

## História

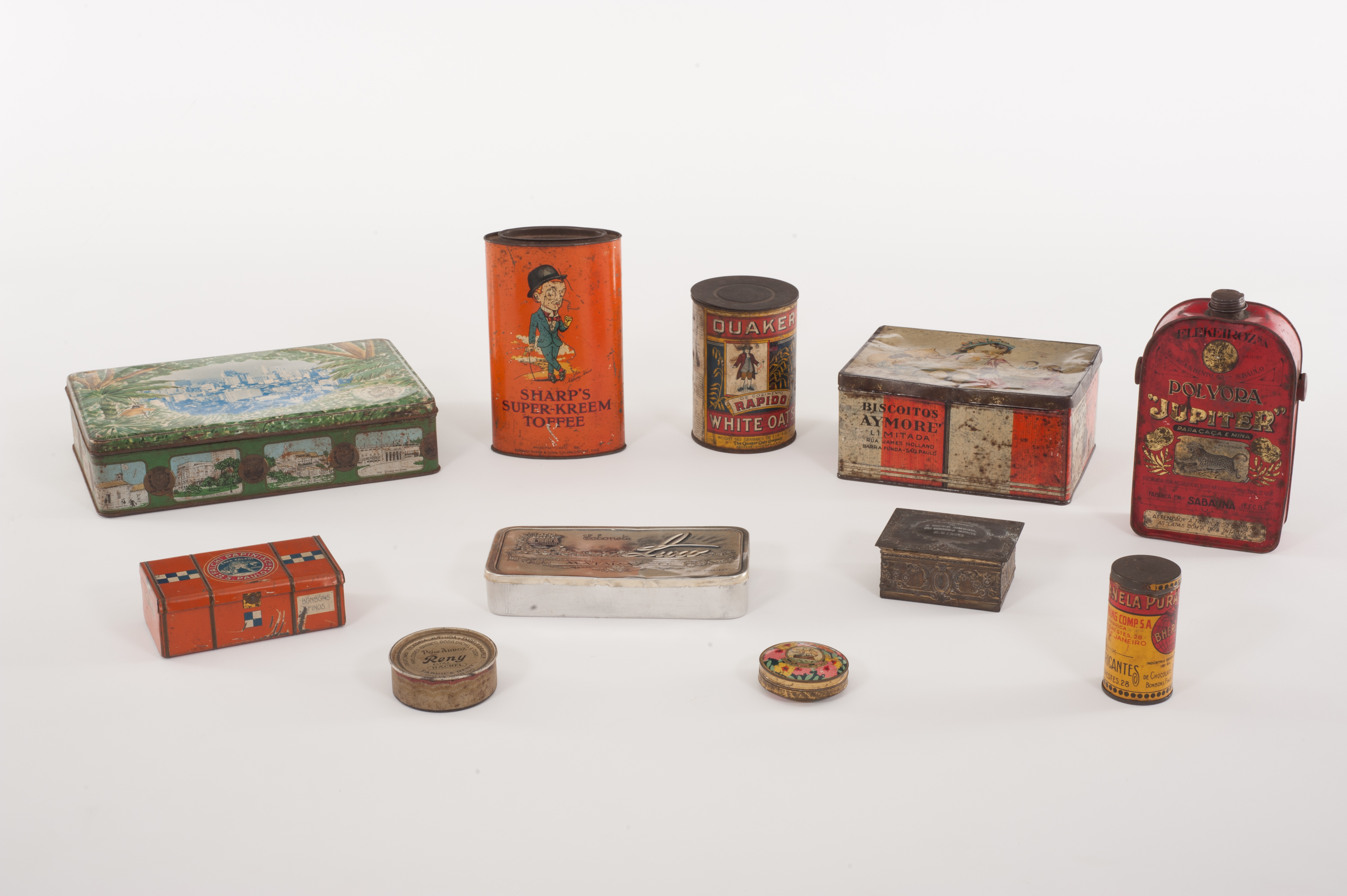
Coleção de latas de biscoitos do início do século XX, parte do acervo do Museu Paulista

No período em que os homens viviam em cavernas, parte de sua alimentação era baseada em grãos triturados pelos dentes. A partir disso, teve-se a ideia de se moer os grãos com pedras, misturá-los com água e secá-los no fogo duas vezes. A esses alimentos, secos e quebradiços, deu-se o nome de biscoitos. Mas o confeccionamento profissional do alimento surgiu no século VII a.C. entre os persas. O biscoito surge no século VII a.C. no império persa e posteriormente seria a base alimentar das tripulações na época dos descobrimentos portugueses. 
Consistia num pão de farinha de trigo, de forma achatada, cozido no forno duas, três ou mais vezes, de modo a assegurar-lhes a durabilidade das suas qualidades alimentares durante muito tempo, deveria ser muito duro.

### Portugal
A Rota da Índia e outras grandes viagens necessitavam de enormes quantidades de biscoito para aprovisionar as tripulações, o que, por sua vez, fomentou o aumento da sua produção em Portugal no século XV. A coroa portuguesa, aproveitando o ensejo, construiu e fomentou construção de fornos e outras estruturas panificadoras, por molde a fazer frente à crescente procura.
Destarte, no reinado de D. Afonso V a coroa portuguesa já possuía e geria 27 fornos, dos quais se destacavam o Complexo Real de Vale de Zebro e os Fornos da Porta da Cruz, que estavam expressamente consignados à produção e aprovisionamento de biscoutos para a empresa dos Descobrimentos, nos séculos XV e XVI.
Contudo,a procura de biscoito para aprovisionar as armadas dos navios não parou de crescer ao longo dos séculos, de forma que em meados do século XVI, em 1553, houve necessidade de importar mão de obra escrava, expressamente para conseguir assegurar o aumento de produção biscoito, o que levou à criação da Confraria da Nossa Senhora do Rosário dos Homens Pretos, em Lisboa, onde se acolhia essa mão de obra, por molde não só a organizar o seu trabalho, mas também a proporcionar-lhe um espaço de culto religioso próprio.
Mesmo assim, as necessidades de produção de biscouto não amainaram, de forma que ainda no século XVI houve a necessidade de passar a importá-los, também. O padre Raphael Bluteau na sua obra Vocabulário português e latino, chama-lhe mesmo “pão do mar” ou "pão namor". Em 1498, a ração de biscoito, por cada tripulante era de 28 arráteis por mês (o arrátel equivale a 459 gramas) o que dá um pouco mais de 12 quilos, isto é, 428 gramas por dia. Na Índia, para substituir o trigo, fazia-se uma massa de “sagu”, substância farinácea extraída da parte central de algumas palmeiras e que podia conservar-se até vinte anos.

### Doçaria
O primeiro registo escrito conhecido de biscoitos doces em Portugal, ocorre no livro de cozinha da Infanta Dona Maria, de finais do século XV, sendo que a receita levava, além dos ingredientes comuns, dois arráteis açúcar, para adoçar; um quartilho de água de flor-de-laranja e meio quartilho de vinho branco, para aromatizar; e uma medida de azeite muito fino, para emulsionar.
O biscoito tornou-se extremamente popular na Europa no século XVII, quando novos métodos de fabricação foram criados e adição de essências ou chocolates deram novos sabores ao alimento. Tornou-se tão popular, que esse foi o início de sua industrialização.

## Outros significados da palavra
Nos Açores, o termo biscoito designa os terrenos de brecha vulcânica e os campos de lava , dando nome à freguesia dos Biscoitos, na ilha Terceira, e a numerosos topónimos em quase todas as ilhas daquele arquipélago.